# Priegnitz (Adelsgeschlecht)

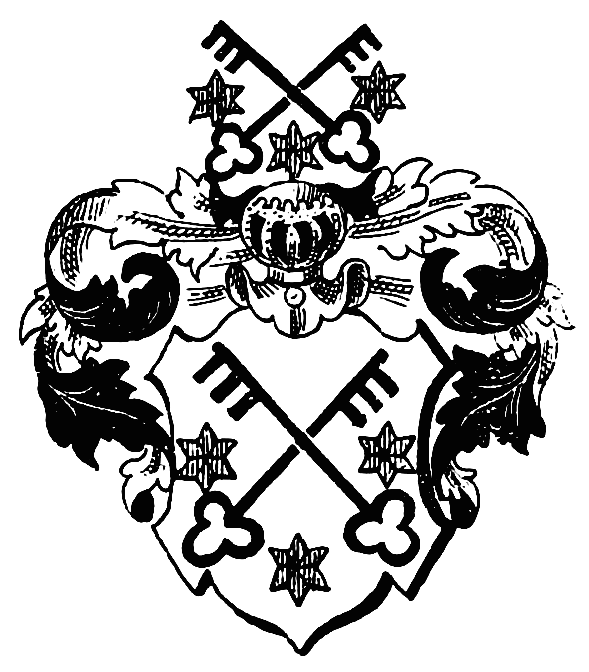
Wappen derer von Priegnitz

Priegnitz, auch Prignitz ist der Name eines alten, erloschenen, mecklenburgisch-brandenburgischen Adelsgeschlechts.

## Geschichte
Philipp von Prignitz verschrieb dem Kloster Heiligengrabe im Jahre 1498 einen Schuldbrief. Als Zeugen traten seine Verwandten Samuel und Claus von Prignitz auf.
Im Zuge der Reformation ließ Busso von Havelberg im Jahre 1535 den Pfarrer zu Fincken, welcher unter dem Schutz seines lutherischen Gutsherren Philipp von Prignitz stand, aufgreifen und arrestieren. Losgelöst von der delikaten Angelegenheit an sich, hatte doch der Bischof von Havelberg in Mecklenburg keine hoheitlichen Befugnisse und war auch Brandenburg längst der Reformation gefolgt, zog der Vorgang einige erhaltene Korrespondenz nach sich, wie sie durch Lisch dokumentiert wurde.
Die Herren von Prignitz besaßen einen der beiden Rittersitze in Wutike in der Prignitz. Ebenfalls in der Prignitz besaßen sie Ellershagen sowie für lange Zeit Rönnebeck bei Sonnenberg. In Mecklenburg wurden nach Ledebur Bülow bei Güstrow (1610), Blumenow (1600) und Dannenwalde bei Fürstenberg (1506–1628) und Fincken bei Wredenhagen (1506–1628) im Besitz der Herren von Prignitz genannt. Nach Schlie haben die Herren von Prignitz um 1600 auch von alter Zeit her die Dörfer Nätebow, wo sie auch das Kirchenpatronat innehatten, Bollewick und Below besessen.
Das Geschlecht hat mit Johann Christoph von Prignitz der am 5. November 1757 als Kommandeur des preußischen Infanterie-Regiments Nr. 5 vor Roßbach blieb, seinen Ausgang im Mannesstamm gefunden.

## Wappen
Das Stammwappen zeigt in Weiß zwei schwarze (rote) ins Andreaskreuz gesetzte schwarze Schlüssel, begleitet an den Seiten von zwei, unten von einem roten Stern. Auf dem Helm, mit schwarz-weißen Decken, die Schildfigur.
Ein davon abweichendes Wappen beschreibt Schlichting wie folgt: In Blau zwei goldene ins Andreaskreuz gesetzte schlüsselförmige Figuren, mit umgebogenen Enden, begleitet in der Mitte von zwei roten, unten von einer roten Rose. Auf dem Helm mit rot-weißen (blau-goldenen) Decken, die Schildfigur, jedoch die dritte Rose oben in der Mitte zwischen den beiden Figuren.

## Angehörige
- Johann Christoph von Prignitz (* 1700; † 1757), preußischer Oberst und Kommandeur des Infanterie-Regiments Nr. 5